# Elecciones para Jefe de Estado de Costa Rica de 1837
En las elecciones de Jefe de Estado de Costa Rica de 1837 resultó elegido Manuel Aguilar Chacón por sobre Braulio Carrillo Colina usando el modelo de sufragio indirecto prescrito por la Constitución que establecía una primera elección general entre todos los ciudadanos habilitados para votar quienes realizaban por voto público la elección de un grupo de electores proporcional a la población de la provincia quienes luego elegían al presidente directamente.
No obstante Aguilar no terminaría su período al renunciar por razones de salud. Carrillo se convirtió en dictador hasta la invasión de Francisco Morazán y su renuncia como parte de los acuerdos del Pacto del Jocote.